# Плудон, Матис Янович
Матис Янович Плудон (21 апреля 1892 — 13 декабря 1963) — государственный деятель Латвийской ССР.

## Биография
Член РСДРП(б) с 1917 года.
Образование среднее.
С 1918 года служил в Красной армии. С 1922 года находился на ответственной работе в кооперативных и торговых организациях.
В 1930-х годах возглавлял Ленинградскую контору «Союзрыбсбыта».
В годы Великой Отечественной войны занимал должности заместителя начальника «Главрыбсбыта». С 1944 года работал заместителем Народного Комиссара Рыбной Промышленности СССР.
С мая 1945 года — заместитель председателя Совета Министров Латвийской ССР.
С 5 июня 1957 по март 1958 года — председатель Совета Народного Хозяйства (Совнархоза) Латвийской ССР.
С 1958 по май 1962 года — первый заместитель председателя Совета Министров Латвийской ССР. С мая 1962 по декабрь 1963 года — заместитель председателя Совета Министров Латвийской ССР.
Избирался депутатом Верховного Совета СССР 4-5-го созывов (1954-1962), депутатом Верховного Совета Латвийской ССР 2-4-го созывов (1947-1959).

## Награды
Награжден орденами Ленина (1936, 1943, 1958) и другими наградами.

## Память
В 1964 году на судостроительном заводе «Балтия» в Клайпеде был спущен на воду рыболовецкий траулер «Матис Плудон».